# 남지 나들목
남지 나들목(Namji IC)은 대한민국 경상남도 창녕군 남지읍 남지리와 마산리에 걸쳐 있는 중부내륙고속도로의 4번 교차로이다. 도천면, 길곡면, 남지읍내 및 함안군 칠서면 등지로 진출할 수 있으며, 인근에 남지백사장, 칠서산업단지가 있다.

## 연혁
- 1977년 12월 16일 :  구마고속도로 내서 ~ 팔달교 구간 개통과 함께 남지 교차로라는 이름의 평면 교차로로 영업 개시
- 1995년 12월 27일 : 구마고속도로 내서 ~ 창녕 구간 왕복 4차로 확장 개통에 따른 나들목 이설 및 남지 나들목으로 명칭 변경[1]

## 구조물 정보
- 위치: 경상남도 창녕군 남지읍 남지리, 마산리
- 영업소: 경상남도 창녕군 남지읍 낙동로 637

## 접속하는 도로
- 지방도 제1022호선 (낙동로)
- 간접 연결 : 국도 제5호선 (경남대로, 우강교차로 이용), 지방도 제1021호선 (박진로·삼칠로, 남지입구오거리 이용)

## 교통량 정보
| 요금소        | 통행량 (대/일) | 통행량 (대/일) | 통행량 (대/일) | 통행량 (대/일) | 통행량 (대/일) | 통행량 (대/일) | 통행량 (대/일) | 통행량 (대/일) | 통행량 (대/일) | 통행량 (대/일) | 각주  |
| 요금소        | 2001년         | 2002년         | 2003년         | 2004년         | 2005년         | 2006년         | 2007년         | 2008년         | 2009년         | 2010년         | 각주  |
| ------------- | -------------- | -------------- | -------------- | -------------- | -------------- | -------------- | -------------- | -------------- | -------------- | -------------- | ----- |
| 남지 (폐쇄식) | 2,256          | 2,643          | 2,926          | 3,272          | 3,373          | 2,829          | 2,785          | 2,751          | 2,885          | 3,143          | [ 2 ] |
| 요금소        | 2011년         | 2012년         | 2013년         | 2014년         | 2015년         | 2016년         | 2017년         | 2018년         | 2019년         |                | [ 2 ] |
| 남지 (폐쇄식) | 3,247          | 3,158          | 3,197          | 3,198          | 3,344          | 3,378          | 3,334          | 3,350          | 3,382          |                | [ 2 ] |